# Zale peruncta
Zale peruncta är en fjärilsart som beskrevs av Achille Guenée 1852. Zale peruncta ingår i släktet Zale och familjen nattflyn. Inga underarter finns listade i Catalogue of Life.